# Недлак
Недлак (рум. Nădlac) — місто у повіті Арад в Румунії.
Місто розташоване на відстані 459 км на північний захід від Бухареста, 42 км на захід від Арада, 58 км на північний захід від Тімішоари.

## Населення
За даними перепису населення 2002 року у місті проживали 8144 особи.
Національний склад населення міста:
| Національність   | Кількість осіб | Відсоток |
| ---------------- | -------------- | -------- |
| словаки          | 3844           | 47,2 %   |
| румуни           | 3696           | 45,4 %   |
| угорці           | 264            | 3,2 %    |
| цигани           | 218            | 2,7 %    |
| українці         | 47             | 0,6 %    |
| німці            | 30             | 0,4 %    |
| серби            | 15             | 0,2 %    |
| чехи             | 12             | 0,1 %    |
| греки            | 5              | 0,1 %    |
| євреї            | 5              | 0,1 %    |
| болгари          | 2              | < 0,1 %  |
| поляки           | 2              | < 0,1 %  |
| росіяни-липовани | 1              | < 0,1 %  |
| італійці         | 1              | < 0,1 %  |

Рідною мовою назвали:
| Мова       | Кількість осіб | Відсоток |
| ---------- | -------------- | -------- |
| словацька  | 3852           | 47,3 %   |
| румунська  | 3740           | 45,9 %   |
| угорська   | 280            | 3,4 %    |
| циганська  | 165            | 2,0 %    |
| українська | 46             | 0,6 %    |
| німецька   | 37             | 0,5 %    |
| чеська     | 11             | 0,1 %    |
| сербська   | 7              | 0,1 %    |
| болгарська | 2              | < 0,1 %  |
| польська   | 2              | < 0,1 %  |
| російська  | 1              | < 0,1 %  |
| італійська | 1              | < 0,1 %  |

Склад населення міста за віросповіданням:
| Релігія                                       | Кількість осіб | Відсоток |
| --------------------------------------------- | -------------- | -------- |
| православні                                   | 3275           | 40,2 %   |
| лютерани (Синодально-пресвітеріанська церква) | 2838           | 34,8 %   |
| римо-католики                                 | 1146           | 14,1 %   |
| п'ятдесятники                                 | 316            | 3,9 %    |
| греко-католики                                | 213            | 2,6 %    |
| лютерани (Аугсбурзького сповідання)           | 154            | 1,9 %    |
| баптисти                                      | 96             | 1,2 %    |
| реформати                                     | 52             | 0,6 %    |
| старообрядці                                  | 20             | 0,2 %    |
| адвентисти                                    | 3              | < 0,1 %  |
| унітарії                                      | 3              | < 0,1 %  |
| атеїсти                                       | 3              | < 0,1 %  |
| мусульмани                                    | 1              | < 0,1 %  |
| не вказали релігію                            | 1              | < 0,1 %  |

## Відомі люди

### Уродженці
- Петер Суханський (1897—1979) — словацький письменник-фантаст і автор пригодницької літератури.